# Sören Danielsson
Sören Danielsson (ur. 8 lutego 1930 w parafii Stora Kopparberg w gminie Falun, zm. 19 kwietnia 2018 w Falun) – szwedzki pięściarz. Reprezentant kraju podczas igrzysk olimpijskich w 1952 w Helsinkach. 
Na igrzyskach w Helsinkach wystąpił w turnieju wagi lekkośredniej. W pierwszej rundzie miał wolny los w drugiej przegrał z Paulo Cavalheiro z Brazylii.